# Вулпешть (Молдова)
Вулпешть (рум. Vulpești) — село в Унгенському районі Молдови. Входить до складу комуни, адміністративним центром якої є село Менойлешть.

## Населення
За даними перепису населення 2004 року у селі проживали 1466 осіб.
Національний склад населення села:
| Національність | Кількість осіб | Відсоток |
| -------------- | -------------- | -------- |
| молдавани      | 1456           | 99,3%    |
| українці       | 5              | 0,3%     |
| росіяни        | 4              | 0,3%     |
| гагаузи        | 1              | 0,1%     |
| Всього         | 1466           | 100%     |